# Plectrumelectrum (Album)
Plectrumelectrum (englisch für Plektrum Elektron) ist das 36. Studioalbum des US-amerikanischen Musikers Prince. Es erschien am 26. September 2014 bei dem Label NPG Records / Warner Bros. Records und ist das erste und einzige Studioalbum, das er in Zusammenarbeit mit seiner damals neuen Begleitband 3rdEyeGirl aufnahm. Parallel zu Plectrumelectrum erschien auch Prince’ 37. Studioalbum Art Official Age.
Die Musik von Plectrumelectrum wird von Rock und gitarrenlastigen Songs dominiert, zudem sind Stücke aus den Genres Funk und Pop zu hören. Als Gast-Rapperin wirkt Lizzo mit. Musikkritiker bewerteten das Album überwiegend positiv, bevorzugten aber das von Contemporary R&B und Funk beeinflusste Art Official Age. Aus kommerzieller Sicht konnte Plectrumelectrum in einigen Ländern die Top Ten erreichen, aber international keinen Gold- oder Platinstatus erzielen. Zwar absolvierte Prince mit 3rdEyeGirl im Jahr 2014 zwei Tourneen, doch diese dienten nicht zur Musikpromotion zum Album.

## Entstehung

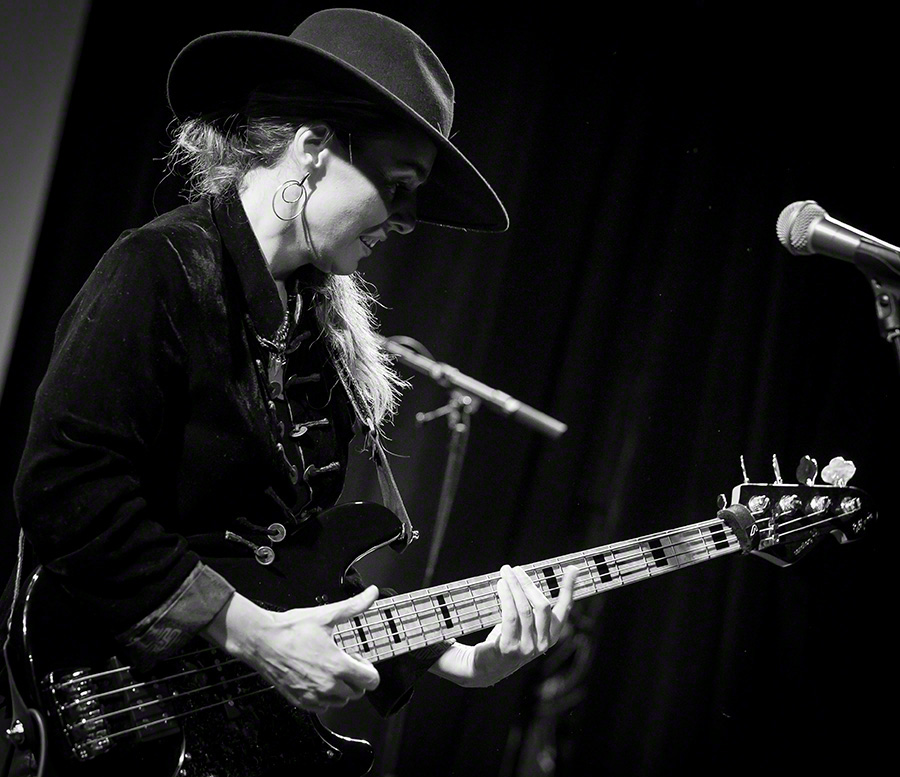
Bassistin Ida Kristine Nielsen, 2016

Im Dezember 2012 gründete Prince seine Begleitband 3rdEyeGirl. Das Trio bestand aus der dänischen Bassistin Ida Kristine Nielsen (* 1975 in Aarhus), der kanadischen Gitarristin Donna Grantis (* 28. September 1986 in Mississauga) und der US-amerikanischen Schlagzeugerin Hannah Ford-Welton (* 29. Juni 1990 in Louisville, Kentucky als Hannah Ford); sie ist mit dem Musiker Joshua Aaron Michael Welton (* 21. Oktober 1990) verheiratet, der sowohl auf Plectrumelectrum als auch auf Art Official Age mitwirkt. Seit Prince’ Tod im April 2016 ist 3rdEyeGirl nicht mehr aktiv, obwohl die Band niemals eine offizielle Auflösung bekannt gab.
Über die Entstehung von Plectrumelectrum ist öffentlich wenig bekannt geworden und es existieren größtenteils nur ungenaue Informationen. Aber alle Songs nahm Prince mit 3rdEyeGirl in den Jahren 2013 und 2014 auf, wobei er elf der zwölf Stücke in seinem Paisley Park Studio in Chanhassen in Minnesota einspielte. Lediglich Tictactoe nahm er im Studio One in London auf, das Bryan Ferry gehört.
Den Song Wow schrieb Prince, vermutlich im Jahr 2013, ursprünglich für Liv Warfield (* 1979), die von 2009 bis 2014 Hintergrundsängerin in seiner Begleitband The New Power Generation war. Warfield brachte den Track aber unter dem Titel The Unexpected heraus, der auf ihrem gleichnamigen Album am 18. Februar 2014 veröffentlicht wurde. Gemäß Warfield schrieb Prince den Song bevor sie sich für einen Albumnamen entschieden hatte, weswegen er die Textzeile „you can call it ‘The Unexpected’ or you can call it... ‘Wow’!“ verfasste. 1992 komponierte er ebenfalls einen Song mit Namen Wow, doch dieser ist bis heute (2025) unveröffentlicht und unterscheidet sich gravierend.
Fixurlifeup nahm Prince wahrscheinlich im Januar 2013 auf und wurde das erste Mal am 12. April 2013 von dem kanadischen Radiosender CBC Radio gespielt. Das Stück diente als Werbung für die Live-Out-Loud-Tour, seine erste Tournee mit 3rdEyeGirl, die drei Tage später in Vancouver begann. Das von Donna Grantis geschriebene Titelstück Plectrumelectrum nahm Prince vermutlich Anfang März 2013 auf. Ursprünglich veröffentlichte Grantis den Song im Januar 2012 unter dem Titel Elektra auf dem Album Suites ihrer Gruppe Donna Grantis Electric Band. Am 31. März 2013 lud Prince die US-amerikanische Band mit Namen The Chalice in sein Paisley Park Studio ein, die aus den drei Rapperinnen Claire de Lune, Lizzo und Sophia Eris bestand. Das Trio fügte dem von ihm zuvor aufgenommenen Song Boytrouble Rap-Overdubs hinzu.
Vermutlich im Juli 2013 spielte Prince den von Alice Smith, Rebecca Jordan Smith (nicht verwandt mit Alice Smith) und Reginald Perry (* 1984, auch unter dem Pseudonym Syience bekannt) geschriebenen Song Anotherlove ein, den Alice Smith bereits im März 2013 auf ihrem Album She veröffentlichte. Da Prince aber eine zusätzliche Strophe geschrieben hatte, ist der Zusatz „adaptiert aus dem Original-Song“ angegeben und seine Version wird offiziell nicht als Coverversion geführt. Außerdem nahm Prince im Juli 2013 das Stück Funknroll auf.
Die vier Songs Marz, Pretzelbodylogic, Stopthistrain und Whitecaps spielte Prince Ende 2013 oder Anfang 2014 ein, eine von Joshua Welton am 30. September 2014 produzierte Remixversion von Pretzelbodylogic mit Kendrick Lamar wurde letztendlich nicht veröffentlicht. Das Stück Tictactoe nahm Prince wahrscheinlich im Februar 2014 auf, und zwar in Bryan Ferrys Studio One in London. Im Frühjahr 2014 spielte Prince Aintturninround ein, wobei Hannah Ford-Welton den Hauptgesang übernahm.
Die beiden Schweizer Ben Mühlethaler und Jamie Lewis (* 1969) waren für die Abmischung und für das Mastering des Albums zuständig. Lewis, der bereits im Jahr 2011 für Prince arbeitete, und Mühlethaler wurden für die Aufnahmen nach Chanhassen in das Paisley Park Studio eingeladen. Die Zusammenarbeit mit Prince sei „unfassbar lehrreich“ gewesen und Fehler habe „man sich keine erlauben“ dürfen, sagte Lewis.
Gemäß Saxofonist Marcus Anderson (* 1985), 2012 bis 2015 Mitglied von The New Power Generation, habe Prince im Herbst 2014 bereits an einem zweiten Studioalbum von 3rdEyeGirl gearbeitet, das er aber nicht vollenden konnte, weil er im April 2016 überraschend starb.

## Gestaltung des Covers
Für die Covergestaltung waren die beiden Artdirector und Fotografen Jesse Draxler (* 1981) und Madison Dubé (* 1993) zuständig. Mit Draxler arbeitete Prince nur für Plectrumelectrum zusammen, während er mit Dubé von 2013 bis zu seinem Tod zusammenarbeite. Im November 2019 reichte Dubé eine Klage wegen Urheberrechtsverletzung und unerlaubter Bildverwendung gegen The Prince Estate („Der Prince-Nachlass“) ein. Sie vertrat die Meinung, dass sie sämtliche Urheberrechte an den von ihr gemachten Fotos besitze, die nach Prince’ Tod zur Bewerbung des Paisley Park Studios verwendet wurden. Letztendlich handelten die Parteien im Juli 2020 einen Vergleich aus, der am 13. April 2021 rechtskräftig beschlossen wurde, der Öffentlichkeit aber nicht bekannt gegeben worden ist.
Die CD steckt in einem aufklappbaren Digipak. Im Booklet sind die Liedtexte der Songs von Plectrumelectrum abgedruckt, zudem enthält es Fotos von Prince, Donna Grantis, Ida Kristine Nielsen, Hannah Ford-Welton und Joshua Welton.

## Musik und Liedtexte

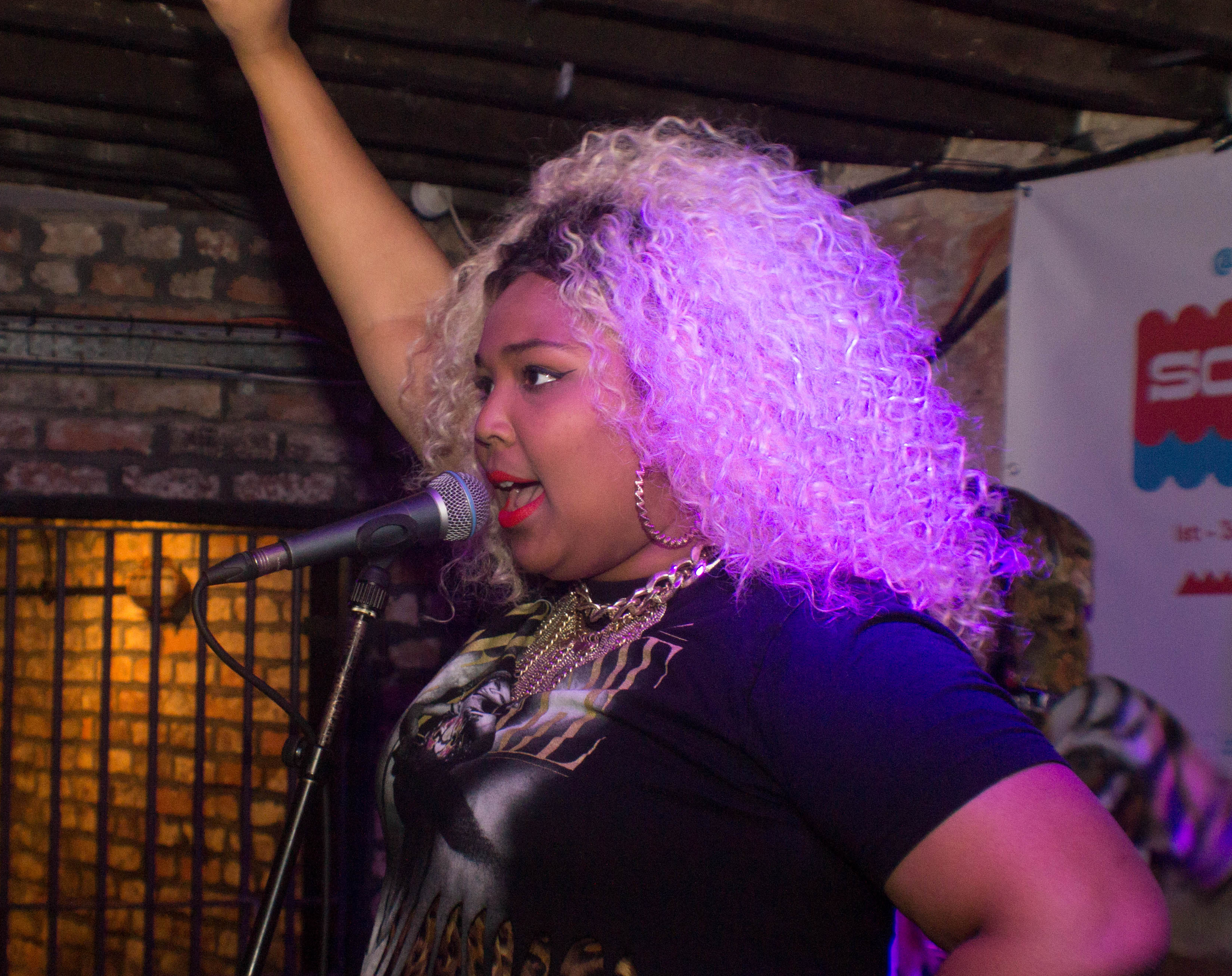
Lizzo, 2014

Die Musik zählt zu den Genres Funk, Pop und Rock, wobei gitarrenlastige Songs dominieren. Bei dem Stück Boytrouble wirkt das Rap-Trio The Chalice mit, das aus Claire de Lune (auch unter dem Pseudonym Claire Taubenhaus bekannt), Lizzo und Sophia Eris (* 1988) bestand. Schlagzeugerin Hannah Ford-Welton übernahm den Hauptgesang bei den drei Songs Aintturninround, Stopthistrain und Whitecaps. Eine Remixversion von Funknroll ist auf dem Album Art Official Age zu finden.

## Titelliste und Veröffentlichungen
| 1 | Wow                                               | 4:27 |
| 2 | Pretzelbodylogic                                  | 3:26 |
| 3 | Aintturninround (Hauptgesang: Hannah Ford-Welton) | 3:01 |
| 4 | Plectrumelectrum (Instrumental) a                 | 4:51 |
| 5 | Whitecaps (Hauptgesang: Hannah Ford-Welton)       | 3:42 |
| 6 | Fixurlifeup                                       | 3:12 |
| 7 | Boytrouble (feat. The Chalice) b                  | 3:52 |
| 8 | Stopthistrain (Hauptgesang: Hannah Ford-Welton)   | 3:40 |
| 9 | Anotherlove c                                     | 4:15 |
| 10 | Tictactoe                                         | 3:38 |
| 11 | Marz                                              | 1:48 |
| 12 | Funknroll                                         | 4:09 |
| Spieldauer: 44:07 min. |                                                   |      |
| Autor aller Songs ist Prince a Autor: Donna Grantisb Produzent: Prince und Joshua Weltonc Autor: Alice Smith, Rebecca Jordan, Reginald “Syience” Perry |                                                   |      |

Plectrumelectrum wurde am 26. September 2014 in Deutschland und in den meisten Ländern Europas veröffentlicht, in den USA am 30. September 2014. Das Album erschien auf CD, als Download und LP. Coverversionen von den Albumsongs sind nicht bekannt.

### Singles
Von dem Album wurden zwei Singles ausgekoppelt, die nur als Download erhältlich sind; Fixurlifeup erschien bereits am 16. Mai 2013 und Pretzelbodylogic am 3. Februar 2014. Beide Singleversionen sind mit der jeweiligen Albumversion identisch. Am 19. Oktober 2015 wurde über Tidal mit Pretzelbodylogic Reloaded eine Remixversion veröffentlicht, die von Joshua Welton gestaltet wurde und 2:49 Minuten lang ist.

### Musikvideos
Vier Musikvideos wurden zu Songs vom Album Plectrumelectrum produziert. Bereits eineinhalb Jahre vor der Albumveröffentlichung wurden zu dem Titelsong und zu Fixurlifeup zwei Videos gedreht. Am 13. März 2013 konnte auf dem Vimeo-Benutzerkonto von Fotografin Madison Dubé ein Video zu Plectrumelectrum angeschaut werden, allerdings nur in einer auf 2:30 Minuten gekürzten Fassung mit dem Hinweis „Extremely Short Film“. Das Video beginnt mit der Aussage „Eye dunno if u're ready“ („Ich weiß nicht, ob du bereit bist“) und enthält lediglich den zweiten Teil des Songs mit Fokus auf Prince’ Gitarrensolo. Vermutlich wurde es Anfang März 2013 im Paisley Park Studio aufgenommen. Erst am 30. September 2014, der US-Veröffentlichungstag von Plectrumelectrum, konnte das vollständige Musikvideo mit einer Spieldauer von 4:56 Minuten und der Bezeichnung „Short Film“ auf Yahoo angeschaut werden.
Am 4. Mai 2013 wurde ein Video zu Fixurlifeup gedreht. Es enthält Footages, wie Prince und 3rdEyeGirl den Song im Legends Ballroom at Hard Rock Hotel in San Diego in Kalifornien auf der Bühne im Playback singen und vortragen. Dort beendeten sie erst dreißig Minuten zuvor ihr zweites Livekonzert an diesem Abend, wobei noch ungefähr 250 von ursprünglich 1.000 Zuschauern anwesend waren. Zudem ist das Video mit einigen Nachrichten ausgestattet; beispielsweise sind vereinzelt Liedtext-Passagen zu lesen. Regisseurin war Sanaa Hamri (* 1977), die zu Fixurlifeup zum letzten Mal ein Prince-Musikvideo drehte. Zum ersten Mal arbeitete sie mit ihm im Jahr 2004 zusammen, als sie beim Musikvideo Musicology Regie führte.
Am 23. Dezember 2014 veröffentlichte Warner Bros. Records ein Musikvideo zu Anotherlove, in dem unter anderem der Auftritt von Prince und 3rdEyeGirl in der US-Comedy-Show Saturday Night Live vom 1. November 2014 zu sehen ist, wie sie den Song auf der Bühne singen. Allerdings ist im Video die Albumversion zu hören und nicht der Livegesang. Der Auftritt wird teilweise durch wirbelnde Wolken aus Rauch und Tinte in verschiedenen Farben verdeckt, zudem ist der Liedtext im Video zu lesen. Produzent war John Andosca von der von ihm gegründeten Firma JPA Entertainment LLC. Über Prince’ Einfluss auf dieses Musikvideo ist öffentlich nichts bekannt geworden.
Das Musikvideo zu Marz veröffentlichte Warner Bros. Records am 19. Januar 2015, das im psychedelischen Stil gehalten ist und ausschnittsweise ebenfalls den Auftritt von Prince und 3rdEyeGirl bei Saturday Night Live zeigt. Im Musikvideo ist – ähnlich wie bei Anotherlove – die Albumversion zu hören und nicht der Livegesang. Produziert wurde es auch von John Andosca. Prince’ Einfluss auf das Musikvideo ist auch hier öffentlich nicht bekannt.

## Mitwirkende

### Musiker
Alle Songs wurden von Prince arrangiert, komponiert, produziert und von ihm und 3rdEyeGirl vorgetragen. Zudem spielte er alle Musikinstrumente selbst ein, wobei folgende Personen die Aufnahmen ergänzten:
- Donna Grantis – Backing Vocals in Anotherlove, Whitecaps; Backing Vocals und Gitarre in Pretzelbodylogic
- Hannah Ford-Welton – Backing Vocals in Anotherlove, Boytrouble, Fixurlifeup; Backing Vocals und Schlagzeug in Pretzelbodylogic; Hauptgesang in Aintturninround, Stopthistrain, Whitecaps
- Ida Kristine Nielsen – Backing Vocals in Anotherlove, Whitecaps; Backing Vocals und E-Bass in Pretzelbodylogic
- Joshua Welton – Backing Vocals in Stopthistrain
- Lizzo (als The Chalice) – Rap in Boytrouble
- Sophia Eris (als The Chalice) – Rap in Boytrouble

### Technisches Personal
- Ben Mühlethaler – Mixing, Toningenieur
- Chris James – Mixing, Toningenieur
- Jamie Lewis – Mixing, Toningenieur
- Jesse Draxler – Artdirector, Fotografie
- Joshua Welton – Mixing, Toningenieur
- Madison Dubé – Artdirector, Fotografie
- NPG – Mastering

## Tourneen
Im Jahr 2014 absolvierten Prince mit 3rdEyeGirl zwei Tourneen, die beide aber nicht zur Musikpromotion von Plectrumelectrum dienten. Die erste mit Namen „Hit and Run Tour 2014“ führte nur durch England und begann am 5. Februar im Electric Ballroom in London. Die Tour endete am 22. Februar in der Manchester Academy 1 in Manchester und die insgesamt elf Konzerte fanden in kleineren Konzerthallen mit einer Zuschauerkapazität von 1.000 bis 2.600 statt. Pro Abend wurden meist zwei Konzerte gespielt. Aftershows absolvierten Prince und 3rdEyeGirl nicht.
Prince’ Begleitband 3rdEyeGirl bestand aus folgenden Musikern:
- Donna Grantis – Backing Vocals, Gitarre
- Hannah Welton-Ford – Backing Vocals, Perkussion, Schlagzeug
- Ida Kristine Nielsen – Backing Vocals, E-Bass
- Joshua Welton (nur bei einigen Konzerten anwesend) – Backing Vocals, Cowbells, Keyboard

Die zweite Tournee nannte Prince „Hit and Run Part II“ und führte ausschließlich durch Europa; sie startete am 15. Mai 2014 in der LG Arena in Birmingham und endete am 7. Juni 2014 – seinem 56. Geburtstag – in der Wiener Stadthalle in Wien. Im Gegensatz zur vorherigen Tournee fanden die 13 Livekonzerte diesmal in größeren Hallen mit einem Fassungsvermögen von 3.300 bis 21.000 Zuschauern statt. Auch bei dieser Tournee spielten Prince und 3rdEyeGirl keine Aftershows.

## Rezensionen
Musikkritiker bewerteten Plectrumelectrum überwiegend positiv und einige zogen aufgrund der gitarrenlastigen Songs Vergleiche zu Jimi Hendrix. Die Website Metacritic errechnete eine Durchschnittsbewertung von 61 %, basierend auf 20 Rezensionen englischsprachiger Medien.
Neil McCormick von The Daily Telegraph zeigte sich begeistert und gab mit fünf Sternen die Höchstpunktzahl. Er beschrieb die Musik des Albums als „faszinierend“ und verglich diese mit der von Jimi Hendrix.
Greg Kot von der Chicago Tribune war ebenfalls begeistert und verteilte drei von vier Sternen. Diejenigen „Prince-Gitarrenfreaks“, die sich nach einem gesamten Album mit „sechssaitigem Rock“ im Stil von Eddie Hazel, Ernie Isley und Jimi Hendrix sehnten, würden auf Plectrumelectrum „viel zu lieben finden“.  Vor allem „die schreienden Interpunktionen auf dem Feedback-gesättigten“ Aintturninround und Anotherlove, „die punkige Dringlichkeit“ in Marz und „die Curtis Mayfield-ähnliche Lyrik“ in Whitecaps hob Kot lobend hervor. Dennoch fühlten sich alle Albumsongs „leicht und ein wenig vorhersehbar an“, obwohl sich Prince und 3rdEyeGirl „einige Leadvocals“ teilten. Aber was Prince auf diesem Album liebe, „ist klar: Gitarren, Gitarren und noch mehr Gitarren“.
Stephen Thomas Erlewine von AllMusic gab drei von fünf Sternen. Plectrumelectrum zelebriere, „wie der verworrene Titel“ andeute, „Gitarren-Freakouts“. Doch Prince erkunde „kein Neuland“, sondern baue „auf dem Boden auf, den er bereits für sich beansprucht“ habe. Auch wenn die Songs nicht so einprägsam seien wie die auf Art Official Age, sei es „doch ein stiller Nervenkitzel, Prince im Kampf mit ebenbürtigen Partnern zuzuhören“. 3rdEyeGirl bezeichnete Erlewine als „Power-Trio“, die „jede Gelegenheit“ nutzten, um „die Grenzen des Songs zu sprengen, damit sie einfach jammen“ könnten. Selbst wenn man „die Abhängigkeit vom Gitarrenrock“ wegnehme, schöpfe Plectrumelectrum aus einer „ähnlichen Quelle von langsamem, sanftem Soul, Pop und übertriebenem Rap, der sich bewusst von Hip-Hop“ losgelöst anfühle.
Jon Dolan vom US-Musikmagazin Rolling Stone zeigte sich jedoch enttäuscht und gab nur zwei von fünf Sternen. Das Album sei „eine Reihe von experimentellen Funk-Rock-Jams“, die aber „so seltsam wie seine Songtitel“ wirkten; bei den beiden Stücken Plectrumelectrum und Pretzelbodylogic mache Prince „sein Hendrix-Ding über schwülstigem Live-Band-Grind“, und Tracks wie Aintturninround und Whitecaps besäßen „ein New-Age-Alt-Rock-Gefühl, wie No Doubt in einer Funkadelic-Phase“. Trotzdem bleibe „die Genialität“ von Prince intakt und „so verwirrend wie eh und je“.
Stephen M. Deusner von Pitchfork Media zeigte sich sogar sehr enttäuscht und verteilte lediglich 3,8 von zehn Punkten. 3rdEyeGirl hätten „alle einen Hintergrund und sogar einen Abschluss in Rock und Jazz, so dass es offensichtlich ist, dass sie über immense Fähigkeiten“ verfügten, was sie bei den drei Songs Anotherlove, Marz und Stopthistrain auch unter Beweis stellten. Aber sie besäßen nicht „viel Persönlichkeit“. Das Album klinge „zu routiniert, zu glatt und zu professionell“. Zudem sei es „mit vorhersehbaren Rap-Rock-Riffs, vagen Alt-Rock-Andeutungen und schlampigen Showeinlagen vollgestopft“. Plectrumelectrum präsentiere eine „einfallslose und restriktive Vorstellung von Rock'n'Roll, ohne die musikalische Freiheit, die Prince traditionell an den Tag gelegt“ habe. Als „einer der großen Pop-Synthesizer hat er so viele verschiedene Stile und Klänge so fließend miteinander vermischt, dass seine beste Musik geradezu utopisch“ geklungen habe. Doch auf diesem Album kopiere er „lediglich den Sound und die Politik des Rock ’n’ Roll’s verführerischen Vergangenheit“.

## Kommerzieller Erfolg

### Chartplatzierungen
| ChartsChartplatzierungen       | Höchstplatzierung | Wochen |
| ------------------------------ | ----------------- | ------ |
| Deutschland (GfK)              | 31 (2 Wo.)        | 2      |
| Österreich (Ö3)                | 10 (2 Wo.)        | 2      |
| Schweiz (IFPI)                 | 8 (5 Wo.)         | 5      |
| Vereinigtes Königreich (OCC)   | 11 (2 Wo.)        | 2      |
| Vereinigte Staaten (Billboard) | 8 (4 Wo.)         | 4      |

Die Singleauskopplung Fixurlifeup konnte sich in den internationalen Hitparaden nicht platzieren und Pretzelbodylogic erreichte lediglich Platz 90 im Vereinigten Königreich.

### Musikverkäufe
Plectrumelectrum wurde weltweit ungefähr 190.000 Mal verkauft. Auszeichnungen für Gold- oder Platinstatus sind nicht bekannt.

## Preise
Am 19. Mai 2014 wurde Prince’ damalige Website 3rdEyeGirl.com bei den Webby Awards in der Kategorie „Websites and Mobile Sites Celebrity/Fan 2014“ ausgezeichnet. Den Preis bekommen „Websites, die Prominente, Persönlichkeiten, Bands, Sportler, Filmschauspieler oder andere bekannte Persönlichkeiten feiern, fördern oder ehren.“ 3rdEyeGirl.com existierte vom 5. Februar 2013 bis zum 25. August 2014.